# Faustball-Bundesliga 2013/14 (Österreich)
Die österreichische Faustballmeisterschaft wurde 2013/14 zum 66. Mal am Feld und zum 43. in der Halle auf Stufe der 1. Faustball Bundesliga ausgetragen. Diese ermittelte in zwei Durchgängen und einem Final 3 den österreichischen Faustballmeister sowie die Vertreter Österreichs in den internationalen Bewerben der Saison 2014/15.

## Bundesliga
Bei der Feldsaison 2013/2014 gab es mit FBC ASKÖ Linz-Urfahr, TuS Raiffeisen Kremsmünster, Union Compact Freistadt und mit UFG Sparkasse Grieskirchen/Pötting gleich vier Favoriten auf den österreichischen Feldtitel. In der Halle konnte sich in den vorherigen Jahren immer wieder der TUS Kremsmünster rund um Hallenspezialist Klemens Kronsteiner durchsetzen und daher galten sie auch als die Favoriten im Kampf um den Meistertitel.

## Feld
Am Feld wurde in einem Durchgang die Ausgangsposition für die Frühjahrssaison ermittelt. Die ersten sechs Mannschaften waren für das Meisterplayoff im Frühjahr qualifiziert. 
Der Grunddurchgangsieger erhielt für das Frühjahr 5 Bonuspunkte der Zweitplatzierte 4 Bonuspunkte,... und der Sechstplatzierte 0 Bonuspunkte.
Um zwei Aufstiegsplätze für die kommende Saison, mussten der 7. und 8. der 1. Bundesliga und jeweils die besten drei Mannschaften der 2. Bundesliga Ost und West kämpfen.
Im Meisterplayoff kämpften die besten sechs Mannschaften des Grunddurchganges um die Plätze 1 – 3. Die ersten drei Mannschaften kämpften dann im Final 3 um den österreichischen Meistertitel am Feld.

### Feldmeisterschaft
| Pl. | Mannschaft                     | S | N | Sätze+ | Sätze- | Diff | Bälle+ | Bälle- | Diff | Punkte |
| --- | ------------------------------ | - | - | ------ | ------ | ---- | ------ | ------ | ---- | ------ |
| 1   | FBC ASKÖ Urfahr                | 5 | 2 | 24     | 9      | 15   | 344    | 263    | 81   | 10     |
| 2   | Union Compact Freistadt        | 5 | 2 | 24     | 13     | 11   | 382    | 342    | 40   | 10     |
| 3   | UFG Sparkasse Grieskirchen/Pö. | 5 | 2 | 25     | 15     | 10   | 400    | 360    | 40   | 10     |
| 4   | FSC Wels 08                    | 5 | 2 | 21     | 15     | 6    | 349    | 343    | 6    | 10     |
| 5   | TuS Raiffeisen Kremsmünster    | 5 | 2 | 22     | 16     | 6    | 376    | 353    | 6    | 10     |
| 6   | Union Tigers Vöcklabruck       | 2 | 2 | 12     | 26     | −14  | 332    | 382    | −50  | 4      |
| 7   | ASKÖ ARTINA Laakirchen (A)     | 1 | 6 | 14     | 25     | −11  | 362    | 375    | −13  | 2      |
| 8   | UFG St. Leonhard/Liebenau (A)  | 0 | 7 | 5      | 28     | −23  | 232    | 3259   | −127 | 0      |

| Legende |                                                                 |
|         | Teilnahme am Meisterplayoff                                     |
|         | Abstieg bzw. Teilnahme am Aufstiegsplayoff in die 1. Bundesliga |

| Pl. | Mannschaft                     | S | N | Sätze+ | Sätze- | Diff | Bälle+ | Bälle- | Diff | B Pkte | Punkte |
| --- | ------------------------------ | - | - | ------ | ------ | ---- | ------ | ------ | ---- | ------ | ------ |
| 1   | FBC ASKÖ Urfahr                | 8 | 2 | 35     | 14     | 21   | 504    | 409    | 95   | 5      | 21     |
| 2   | Union Compact Freistadt        | 8 | 2 | 33     | 18     | 15   | 533    | 427    | 106  | 4      | 20     |
| 3   | TuS Raiffeisen Kremsmünster    | 8 | 2 | 34     | 19     | 15   | 537    | 496    | 41   | 1      | 17     |
| 4   | UFG Sparkasse Grieskirchen/Pö. | 2 | 8 | 18     | 36     | −18  | 443    | 543    | −100 | 3      | 7      |
| 5   | FSC Wels 08                    | 2 | 8 | 17     | 35     | −18  | 456    | 536    | −80  | 2      | 6      |
| 6   | Union Tigers Vöcklabruck       | 2 | 8 | 20     | 35     | −15  | 482    | 544    | −162 | 0      | 4      |

| Legende |                                           |
|         | Qualifikation für das Finale 3 Halbfinale |
|         | Qualifiziert für das Finale des Final 3   |

#### Final 3
| Platz 2 (Meister Play Off) | Platz 3 (Meister Play Off)  | Satzergebnis                            | Austragungsort | Datum         |
| -------------------------- | --------------------------- | --------------------------------------- | -------------- | ------------- |
| Union Compact Freistadt    | TuS Raiffeisen Kremsmünster | 4:1 (11:09, 11:07, 08:11, 11:09, 11:09) | Münzbach       | 28. Juni 2014 |

| Platz 1 (Meister Play Off) | Sieger HF               | Satzergebnis                                   | Austragungsort | Datum         |
| -------------------------- | ----------------------- | ---------------------------------------------- | -------------- | ------------- |
| FBC Askö Urfahr            | Union Compact Freistadt | 4:2 (13:11, 11:07, 08:11, 11:13, 15:14, 14:12) | Münzbach       | 29. Juni 2014 |

## Halle
Bei der Hallensaison 2013/14 wurden in zwei Durchgänge die besten drei Mannschaften ermittelt. Wie am Feld fand ein Finale 3 der besten drei Mannschaften statt.